# Aralamallige, Dod Ballapur
Aralamallige là một làng thuộc tehsil Dod Ballapur, huyện Bangalore Rural, bang Karnataka, Ấn Độ.